# Karl Mayr
El capitán "Karl Mayr" (5 de enero de 1883 - 9 de febrero de 1945) fue un oficial del Estado Mayor alemán y superior inmediato de Adolf Hitler en una División de Inteligencia del ejército en la Reichswehr, 1919 –1920. Mayr fue particularmente conocido como el hombre que introdujo a Hitler en la política. En 1919, Mayr ordenó a Hitler que escribiera la carta de Gemlich, en la que Hitler expresó por primera vez sus puntos de vista antisemitas por escrito.
Mayr más tarde se convirtió en el oponente de Hitler, y escribió en sus memorias que el general Erich Ludendorff le había ordenado personalmente que Hitler se uniera al Partido de los Trabajadores Alemanes (DAP) y lo construyera. Hasta donde se sabe, su último rango fue mayor. En 1933, huyó a Francia después de que los nazis llegaran al poder nacional. Mayr fue localizado por la Gestapo, arrestado, encarcelado y luego asesinado en el Campo de concentración de Buchenwald en 1945.
Una representación basada en hechos de Mayr se dramatiza en la película de 2002 " Max", un relato ficticio de la vida de Hitler en Munich justo antes de unirse al Partido de los Trabajadores Alemanes .

## Biografía y trabajo
Mayr era hijo de un magistrado. Después de graduarse de la escuela secundaria, se inscribió el 14 de julio de 1901 en el 1.er Regimiento de Infantería de Baviera en Munich como cadete. Bien considerado por sus superiores, hizo un rápido progreso, convirtiéndose en "Leutnant" en 1903 y "Oberleutnant" en 1911.
Desde agosto de 1914, Mayr estuvo con el primer Bayerischen  Jägerbattailon . Durante la Primera Guerra Mundial estuvo en combate en Lorena y Flandes y participó a principios de 1915 con el Cuerpo Alpino Alemán. El 1 de junio de 1915, Mayr fue ascendido a "Hauptmann" (capitán). En 1917, fue nombrado miembro del Estado Mayor del Cuerpo Alpino. El 13 de marzo de 1918 fue nombrado comandante del 1.er Jägerbattailon de Baviera, con quien sirvió en el Grupo de Ejércitos del Este en Turquía del 20 de julio al 15 de octubre de 1918.
Poco después de la guerra, a partir del 1 de diciembre de 1918, Mayr actuó como comandante de compañía en el 1.er Regimiento de Infantería de Baviera en Munich. El 15 de febrero de 1919 estaba de licencia del ejército, pero regresó en mayo como comandante del 6 ° Batallón del regimiento de guardias en Munich y desde el 30 de mayo como jefe del "Departamento de Educación y Propaganda" del Comando General von Oven y el Comando de Grupo No. 4 (Departamento Ib) al mando del Teniente General von Möhl.
En su calidad de jefe del departamento de inteligencia, Mayr reclutó a Adolf Hitler como agente encubierto a principios de junio de 1919. El papel de Hitler consistía en informar sobre los soldados sospechosos de simpatizar comunistas. Hitler participó en cursos de "pensamiento nacional" en el Reichswehrlager Lechfeld, cerca de Augsburg, que fueron organizados por el  Reichswehr  bávaro bajo el mando del capitán Mayr. Mayr creía que a las fuerzas desmoralizadas y bolcheviques se les debería enseñar los sentimientos nacionales. Después de este entrenamiento, Mayr le dio a Hitler la orden de convertirse en "orador educativo antibolchevique" para los soldados en el cuartel de Munich. Además, Hitler fue enviado como observador a las numerosas reuniones de los diversos partidos políticos recién formados en Munich. Hitler pasó mucho tiempo en las reuniones y escribió informes sobre las ideas políticas, los objetivos y los métodos de los grupos. Esto incluyó el estudio de las actividades del DAP alemán Partido de los orkers). Hitler quedó impresionado con las ideas del fundador Anton Drexler antisemita, nacionalista, anticapitalista y antimarxista. Drexler quedó impresionado con las habilidades de oratoria de Hitler y lo invitó a unirse al DAP, que Hitler aceptó el 12 de septiembre de 1919. Después de asistir a otra reunión el 3 de octubre Hitler declaró a Mayr en su informe que "debe unirse a este club o partido, ya que estos eran los pensamientos de los soldados de primera línea".
En marzo de 1920, Mayr envió a Hitler, Dietrich Eckart y Ritter von Greim a Berlín para observar de cerca los acontecimientos del Kapp Putsch. El 8 de julio de 1920, Mayr fue liberado del servicio militar como mayor del Estado Mayor de los comandos del distrito militar VII, pero reapareció en septiembre de 1920 como comandante de la Sección I b / P de inteligencia del ejército. Mayr en 1921 era partidario del Partido Nazi, pero más tarde se convirtió en crítico. En 1925 se afilió al Partido Socialdemócrata de Alemania (SPD). Posteriormente fue el líder y editor del Reichsbanner Schwarz-Rot-Gold, una fuerza paramilitar del SPD. A principios de la década de 1930, Mayr recopiló, entre otras cosas, información sobre Georg Bell, un socio de Ernst Röhm, y otro material contra el Partido Nazi, que filtró en la prensa socialdemócrata. Después de 1933, Karl Mayr emigró a Francia. Después de la invasión alemana de Francia en 1940, fue arrestado en París por la Gestapo. Mayr fue devuelto a Alemania y encarcelado en el campo de concentración de Sachsenhausen hasta 1943, cuando fue trasladado al campo de concentración de Buchenwald y obligado a trabajar en la planta de municiones de Gustloff, donde fue asesinado el 9 de febrero de 1945.